# Arif Alvi
Arif-ur-Rehman Alvi (Urdu: عارف الرحمان علوی) (Karachi, 29 augustus 1949) is een Pakistaans politicus en een van de oprichters van Pakistan Tehreek-e-Insaf (PTI). Van 9 september 2018 tot 10 maart 2024 was hij de president van Pakistan.

## Biografie
Alvi werd geboren op 29 augustus 1949 in Karachi, Pakistan.
Zijn vader, Habib-ur-Rehman Elahi Alvi, was een tandarts in India die na de oprichting van Pakistan naar Karachi migreerde en een tandheelkundige kliniek opende in de stad Saddar. Zijn vader werd politiek gelieerd aan Jamaat-e-Islami. Volgens de website van Pakistan Tehreek-e-Insaf was Alvi's vader een tandarts van Jawaharlal Nehru.
Nadat zijn vader een campagne tegen verplichte bijbellessen was begonnen, werd Alvi van de Karachi Grammar school verwijderd. Hij voltooide zijn vroege opleiding in Karachi en verhuisde in 1967 naar Lahore voor onderwijs in de tandheelkunde. Hij behaalde een Bachelor in de tandheelkunde aan het Montmorency College of Dentistry. Hij voltooide zijn master in prothodontie aan de Universiteit van Michigan in 1975. Hij behaalde in 1984 een master in orthodontie aan de University of the Pacific in San Francisco, Californië. Na zijn terugkeer in Pakistan begon hij tandheelkunde te beoefenen en richtte hij het Alvi Dental Hospital op.
Bij de Pakistaanse parlementsverkiezingen van 2013 werd Alvi verkozen als parlementslid in de Nationale Assemblee en diende daar tot 2018. Vervolgens werd hij bij de presidentsverkiezingen van 2018 namens zijn partij naar voren geschoven als presidentskandidaat. Alvi kreeg ruim 53% van het verkiezingscollege achter zich en werd op 9 september 2018 ingehuldigd als president. Zijn ambtstermijn bedroeg officieel vijf jaar, maar werd met enkele maanden verlengd toen de geplande verkiezingen van 2023 werden uitgesteld. Alvi stelde zich niet herkiesbaar voor een tweede termijn als president. Hij werd op 10 maart 2024 opgevolgd door Asif Ali Zardari.
Alvi is getrouwd met Samina Alvi. Het echtpaar heeft vier getrouwde kinderen.
Iskandar Mirza · Mohammed Ayub Khan · Yahya Khan · Zulfikar Ali Bhutto · Fazal Ilahi Chaudhry · Mohammed Zia-ul-Haq · Ghulam Ishaq Khan ·
Wasim Sajjad · Farooq Leghari · Wasim Sajjad · Mohammed Rafiq Tarar · Pervez Musharraf · Mohammed Mian Soomro · Asif Ali Zardari · Mamnoon Hussain · Arif Alvi ·
Asif Ali Zardari